# Estado de Nilo Blanco
Nilo Blanco (An Nil al Abyad) es uno de los 18 estados de Sudán. Tiene una población estimada de 1.400.000 (2000) y Ad-Duwaym es su capital. Su territorio ocupa una superficie de 30.411 km², que a título comparativo corresponde asimismo a la de Bélgica.